# Routelle
Routelle és un municipi francès situat al departament del Doubs i a la regió de Borgonya - Franc Comtat. L'any 2007 tenia 486 habitants.

## Demografia

### Població
El 2007 la població de fet de Routelle era de 486 persones. Hi havia 179 famílies de les quals 34 eren unipersonals (21 homes vivint sols i 13 dones vivint soles), 68 parelles sense fills i 77 parelles amb fills.
La població ha evolucionat segons el següent gràfic:
Habitants censats

### Habitatges
El 2007 hi havia 187 habitatges, 180 eren l'habitatge principal de la família, 1 era una segona residència i 6 estaven desocupats. 179 eren cases i 7 eren apartaments. Dels 180 habitatges principals, 163 estaven ocupats pels seus propietaris, 16 estaven llogats i ocupats pels llogaters i 1 estava cedit a títol gratuït; 3 tenien dues cambres, 11 en tenien tres, 37 en tenien quatre i 129 en tenien cinc o més. 154 habitatges disposaven pel capbaix d'una plaça de pàrquing. A 66 habitatges hi havia un automòbil i a 106 n'hi havia dos o més.

### Piràmide de població
La piràmide de població per edats i sexe el 2009 era:
| Homes | Edats   | Dones |
| ----- | ------- | ----- |
| 0     | 95 o +  | 0     |
| 0     | 90 a 94 | 4     |
| 0     | 85 a 89 | 0     |
| 4     | 80 a 84 | 0     |
| 4     | 75 a 79 | 4     |
| 0     | 70 a 74 | 4     |
| 12    | 65 a 69 | 4     |
| 16    | 60 a 64 | 20    |
| 12    | 55 a 59 | 8     |
| 16    | 50 a 54 | 8     |
| 20    | 45 a 49 | 8     |
| 12    | 40 a 44 | 24    |
| 20    | 35 a 39 | 24    |
| 20    | 30 a 34 | 24    |
| 8     | 25 a 29 | 8     |
| 12    | 20 a 24 | 20    |
| 20    | 15 a 19 | 20    |
| 28    | 10 a 14 | 20    |
| 16    | 5 a 9   | 8     |
| 16    | 0 a 4   | 16    |

## Economia
El 2007 la població en edat de treballar era de 314 persones, 230 eren actives i 84 eren inactives. De les 230 persones actives 216 estaven ocupades (115 homes i 101 dones) i 12 estaven aturades (7 homes i 5 dones). De les 84 persones inactives 28 estaven jubilades, 37 estaven estudiant i 19 estaven classificades com a «altres inactius».

### Ingressos
El 2009 a Routelle hi havia 188 unitats fiscals que integraven 482 persones, la mediana anual d'ingressos fiscals per persona era de 18.666 €.

### Activitats econòmiques
Dels 5 establiments que hi havia el 2007, 4 eren d'empreses de construcció i 1 d'una empresa de comerç i reparació d'automòbils.
Dels 4 establiments de servei als particulars que hi havia el 2009, 2 eren lampisteries, 1 electricista i 1 empresa de construcció.

## Equipaments sanitaris i escolars
El 2009 hi havia una escola maternal integrada dins d'un grup escolar amb les comunes properes formant una escola dispersa.

## Poblacions més properes
El següent diagrama mostra les poblacions més properes.